# 韶关国家森林公园
韶关国家森林公园位于广东省韶关市南郊，前身为1918年成立的广东省农林局第一模范林场,1940年改为曲江林场，1964年曲江林场一分为二，现有范围改成韶关林场。1993年获国家林业部批准，由国营韶关林场改建而成，范围包括市区皇岗山、莲花山和芙蓉山，总面积为2010.73公顷。2020年1月14日，经国家林业局批准，公园面积由林造批字[1993]89号确定的2010.73公顷改变为1577.47公顷。

## 自然生态

### 地貌
地形以低山丘陵为主，土壤类型主要为山地红壤。公园海拔范围为60～494.8m，其中最高峰皇岗山峰海拔494.8m。

### 气候水文
公园所处区域为亚热带山地季风气候，年平均气温20.2°C，年平均降雨量1600mm，集中降雨期为4—6月，无霜期较长。

### 植物
植被类型以常绿阔叶林和针阔混交林为主，针叶林多为人工林，竹林及喀斯特灌丛面积较小。现有药用植物122科343属507种，药用植物资源丰富。

## 历史
公园内莲花山景区的茶亭古道为古代中原由东向进韶关的必经之路，是清代曲江二十四景“莲花樵唱”的所在地。芙蓉山景区的金镜湖的金镜二字源于唐代宰相张九龄的《千秋金鉴录》。

## 荣誉
- 韶关市区新十景
- 省林业系统创建文明行业先进单位[5]
- 韶关市文明示范窗口[6]
- 广东省森林生态旅游示范基地[7]
- 中国最美森林[8]